# Lände Mettingen
Die Lände Mettingen war ein Werkshafen auf dem Gebiet der Gemeinde Mettingen im westfälischen Tecklenburger Land (Kreis Steinfurt).

## Geographie
Der Hafen Mettingen liegt fünf Kilometer nördlich des Ortskernes auf einer Höhe von 50,6 m ü. NN bei Kilometer 19 Süd an der Bundeswasserstraße Mittellandkanal (MLK) von dichtem Baumbestand umgeben. Westlich verläuft die Neuenkirchener Straße.  Etwas nördlich des Kanals liegt das Naturschutzgebiet Mettinger Moor.

## Geschichte
Seit 1905 verläuft der Mittellandkanal durch das Gemeindegebiet von Mettingen, jedoch gab es dort zunächst keinen eigenen Hafen.

Bis zur Mitte der 2010er Jahre bestand dort ein Industriegelände mit einer eigenen Hafenanlage. Es gab zwei Portalkräne, Frei- und Hallenlagerflächen, sowie ein gespundetes Kai mit 90 m Länge. Gewerblich betrieben wurde er zuletzt von der VbF GmbH.
In der zweiten Hälfte der 2010er Jahre wurden die landseitigen Umschlagseinrichtungen und Lagerhallen abgebrochen und teils mit einem Solarpark überformt. Erhalten geblieben sind nur der Kai, der heute als private Anlegestelle dient, und wasserseitig die Wendebucht für Schiffe bis zu 90 m Länge. Das Gelände ist landseitig abgezäunt und nicht mehr frei zugänglich. Lediglich ein unbefestigter Betriebsweg führt durch das Gelände des Solarparks noch auf den Kai.